# Fawcett Comics
Fawcett Comics, subsidiaria de Fawcett Publications, fue una de las más exitosas editoriales de cómics durante la edad de oro de las historietas durante la década de 1940. Su personaje más popular fue el Capitán Marvel, alter ego del joven reportero radiofónico Billy Batson, quien se transformaba en el héroe al pronunciar en voz alta la palabra mágica "SHAZAM!". 
Otros personajes publicados por Fawcett eran Captain Video, Hopalong Cassidy, Ibis the Invincible, Bulletman and Bulletgirl, Spy Smasher, Captain Midnight, Phantom Eagle, Mister Scarlet and Pinky, Minute-Man, Commando Yank y Golden Arrow.
Junto a sus mejor conocidos cómics de superhéroes, Fawcett también publicó una línea de corta duración de cómics de horror durante los primeros años de la década de 1950, con títulos como This Magazine Is Haunted, Beware! Terror Tales, Worlds of Fear, Strange Suspense Stories y Unknown World. Otros géneros que editaban incluía humor adolescente (Otis and Babs), animales graciosos (Hoppy the Marvel Bunny), romance (Sweethearts), guerra (Soldier Comics) y western (Lash larue, Six Gun Heroes). Fawcett también produjo cómics basados en estrellas de cine de la época (Tom Mix, Rocky Hale) y en seriales matinales(Nyoka the Jungle Girl).Toda la línea se abandonó en 1953, cuando Fawcett cerró su departamento de cómics. 

## Historia
Fawcett Publications comenzó en 1919 con la revista Captain Billy's Whiz Bang y, finalmente, se amplió a una línea de publicaciones periódicas con una circulación combinada de diez millones de ejemplares al mes. La compañía se unió a la explosión de la publicación de cómics en los Estados Unidos a fines de la década de 1930 y principios de la de 1940s. Su entrada inicial, elaborada por el escritor Bill Parker y el dibujante C. C. Beck, fue Thrill Comics, un número único del cual se publicó sólo una copia para proteger los derechos de autor. El contenido fue modificado (por ejemplo, el personaje principal de Captain Thunder fue renombrado como Captain Marvel), y publicado finalmente como Whiz Comics N.º 2 (febrero de 1940).
Además de Beck, la plantilla de dibujantes que contribuyeron a Fawcett Comics incluía a Al Allard, Harry Anderson, Ken Bald, Phil Bard, Al Bare, Dan Barry, John Belfi, Dave Berg, Jack Binder, Alex Blum, Bob Boyajian, Bob Butts, Al Carreno, Joe Certa, Pete Costanza, Greg Duncan, Leonard Frank, Bob Fujitani, Till Goodson, Ray Harford, John Jordan, H.C. Kiefer, Jack Kirby, Andre Le Blanc, Charles Nicholas, Carl Pfeuffer, Mac Raboy, Pete Riss, Ed Robbins, John Rosenberger, Kurt Schaffenberger, Joe Simon, Jon Small, Ed Smalle, Jack Sparling, John Spranger, Chic Stone, Charles Sultan, Marc Swayze, Ben Thompson, George Tuska, Bill Ward, Clem Weisbecker, Burt Whitman, Reuben Zubofsky y Nick Zuraw.
Las extrañas aventuras del Capitán Marvel y la Familia Marvel, que incluía al Capitán Marvel Jr., Mary Marvel, los Tenientes Marvel, además de otros personajes, finalmente superaron en ventas a las de Superman, y National Comics, nombre por el que DC Comics era conocido en aquella época, demandó a Fawcett, alegando que el Capitán Marvel infringía los derechos de autor del superhéroe original. Afrontando un descenso en las ventas de cómics en la década de 1950, Fawcett Comics dejó de publicarlos y resolvió el caso. A pesar de eso, los departamentos que no se ocupaban de cómics de Fawcett continuaron publicando. Muchos de los personajes publicados fueron vendidos a Charlton Comics. 
Fawcett regresó a la publicación de cómics en la década de 1960 pero principalmente publicó Daniel el travieso y otros títulos.
En 1967 la editorial Marvel Comics obtuvo la marca comercial del nombre "Capitán Marvel" con la publicación de una serie de historietas sin relación con el personaje de Fawcett. En 1972 DC Comics licenció, y en 1980 compró, los derechos sobre el Capitán Marvel y sus personajes relacionados. Debido a que Marvel poseía la marca comercial de Capitán Marvel, DC ha usado en su lugar la marca comercial "Shazam!" como el título de las historietas relacionadas con este personaje, así como el nombre con el que este es promocionado. En 1973, Shazam y la familia Marvel se incorporaron al universo ficticio de DC Comics, formando parte de lo que fue conocido por un tiempo como Tierra-S.